# Boussu-lez-Walcourt
Boussu-lez-Walcourt is een dorp in de Belgische provincie Henegouwen, en een deelgemeente van de Waalse gemeente Froidchapelle.
Boussu-lez-Walcourt was een zelfstandige gemeente, tot die bij de gemeentelijke herindeling van 1977 toegevoegd werd aan de gemeente Froidchapelle.

## Demografische ontwikkeling
- Bronnen:NIS, Opm:1831 tot en met 1970=volkstellingen, 1976= inwoneraantal op 31 december

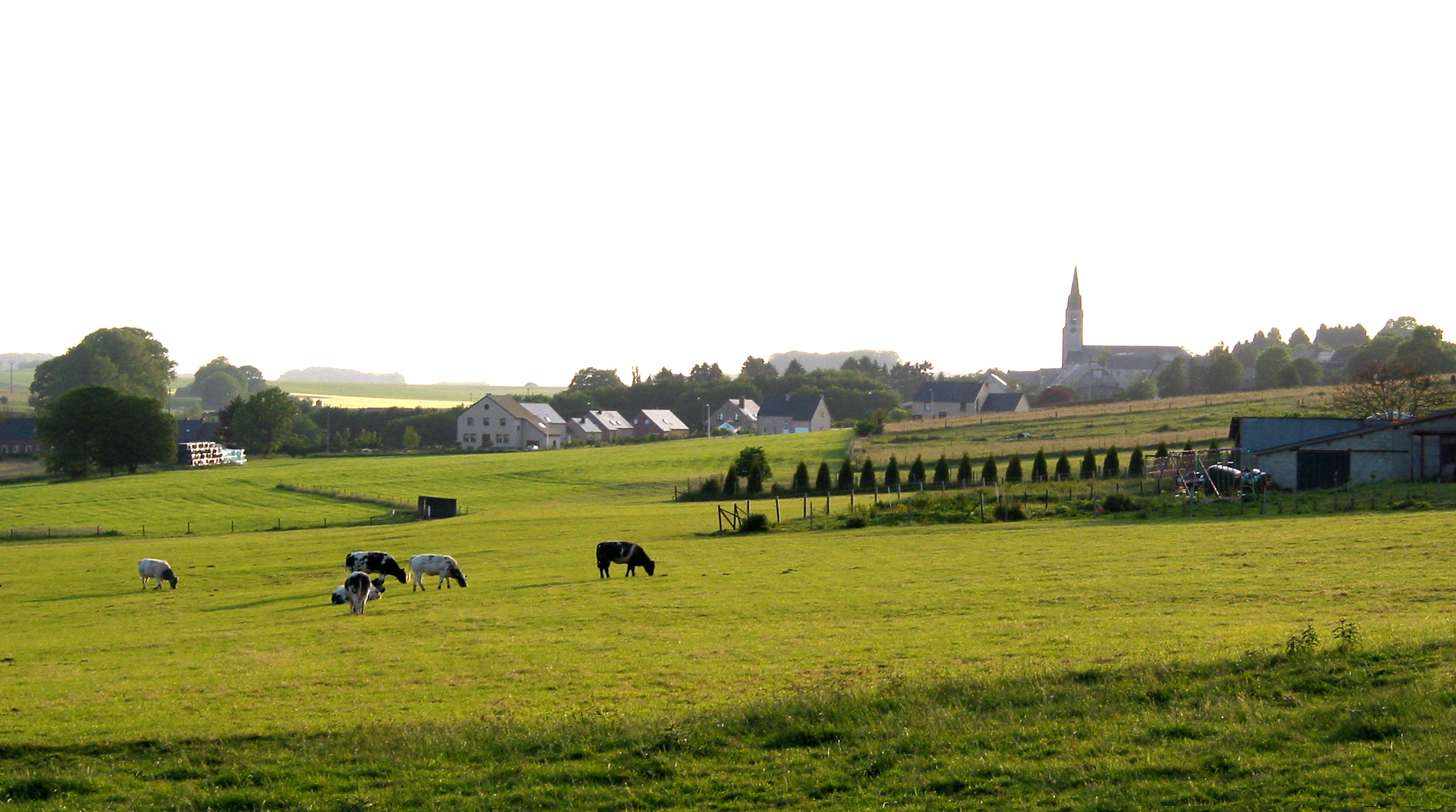
Boussu-lez-Warlcourt en omgeving

## Zie ook

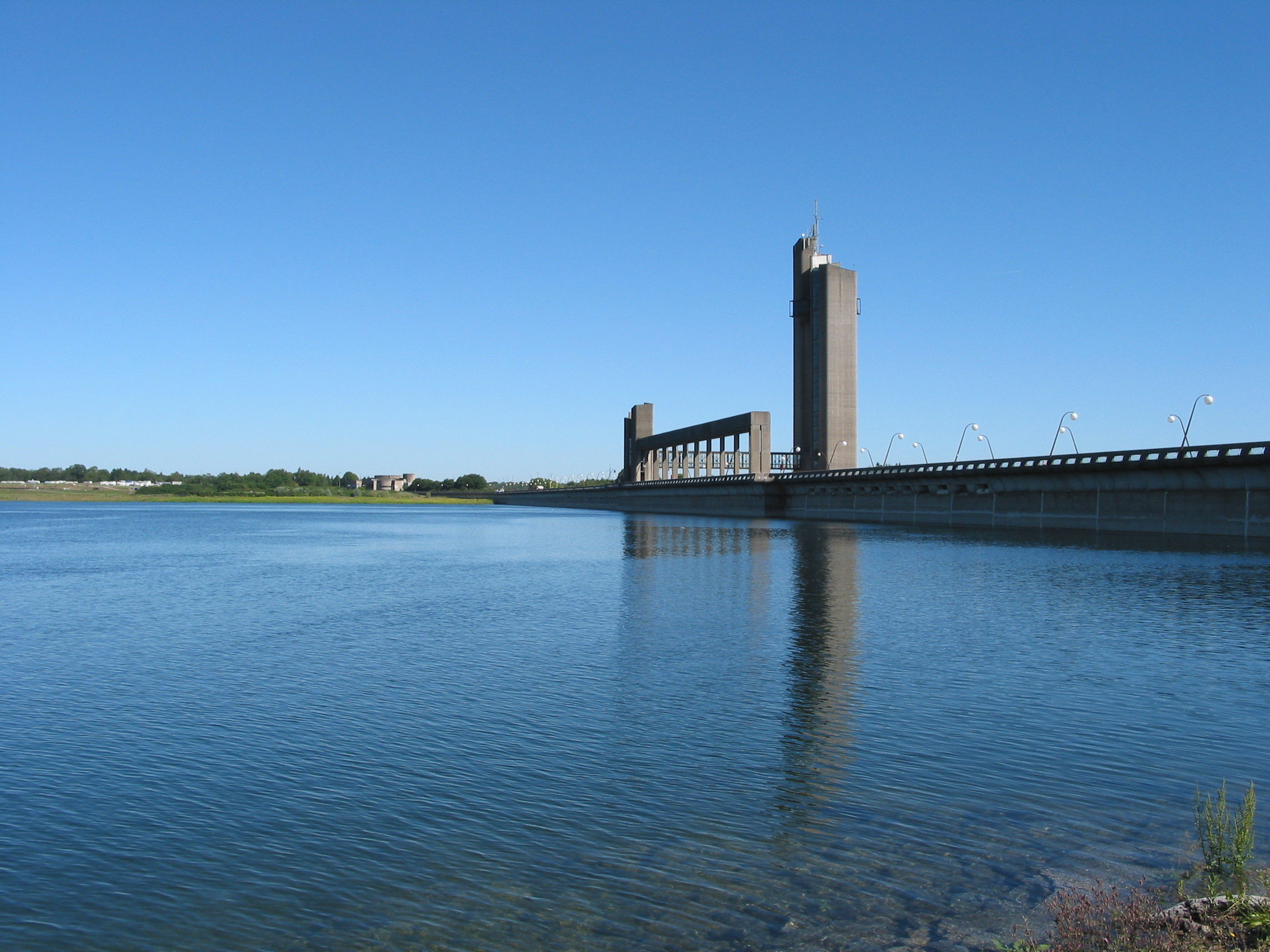
Meer en stuwdam van Plate Taille.
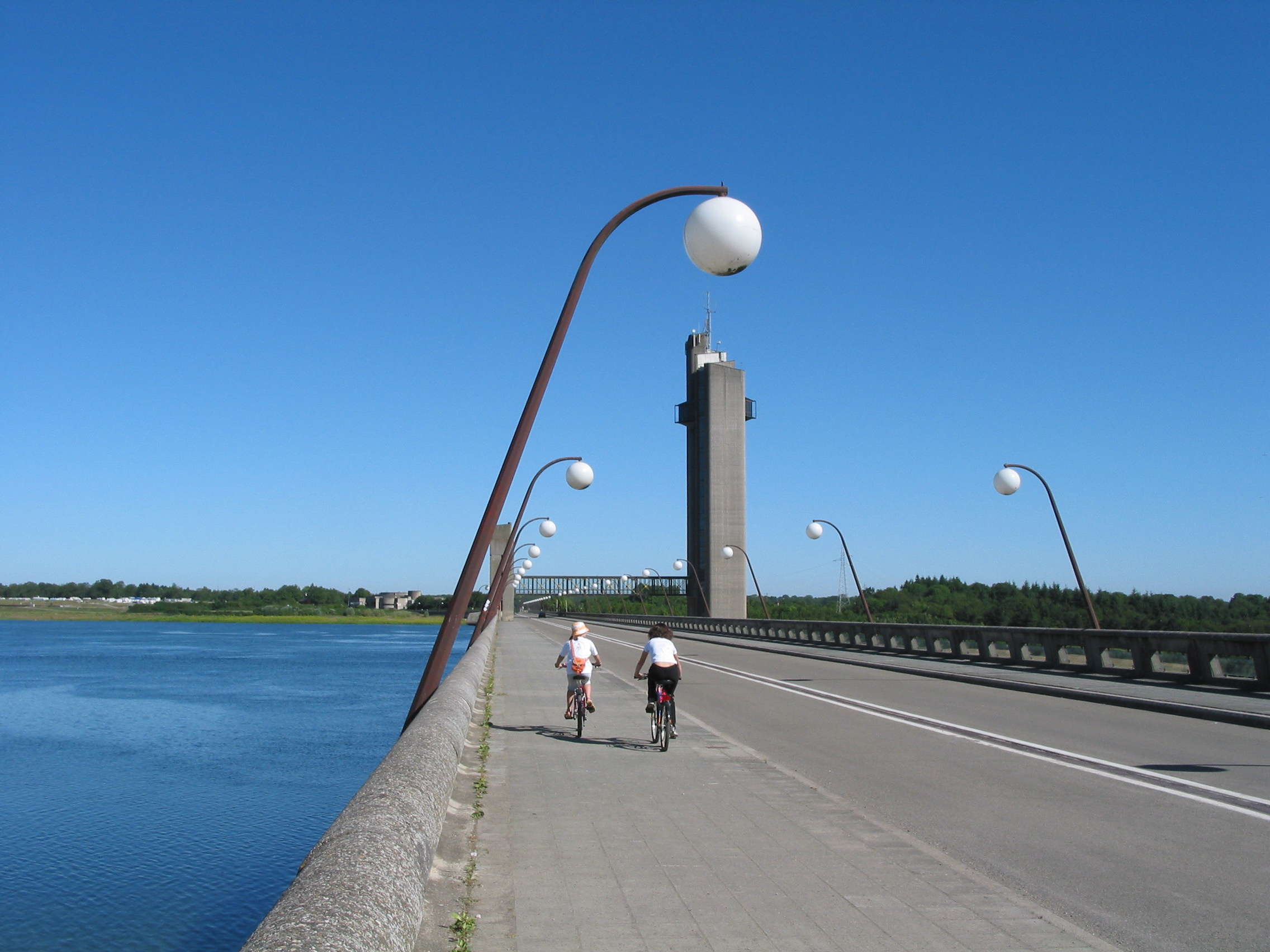
Stuwdam en meer van Plate Taille.